# ジョン・スミス (バプテスト牧師)
ジョン・スミス（John Smyth、1570年頃 - 1612年8月28日）は、イングランドの初期のバプテスト教会の牧師であり、“信教の自由”の原理原則の擁護者のひとりであった。キリスト教史の歴史家たちは、ジョン・スミスをバプテスト派（特にジェネラル・バプテスト）の創始者と見なしている。なお名前の表記はジョン・スマイスとされる場合も多い。

## 生い立ち
スミスは1570年頃に、イングランド東部のリンカンシャーで生まれ、ゲインズバラにある地元のグラマースクールで教育を受けた。

## 聖職叙任
スミスは、ケンブリッジ大学を卒業後、助手として神学や哲学を教える傍ら、1594年に聖公会の母体であるイングランド国教会の司祭に叙任（叙階）された。彼は1600年から1602年ごろにかけて、リンカンで宣教活動を行っている。しかし彼はやがて分離派の影響を受けるようになり、イングランド国教会を批判し始めたために辞任に追い込まれることとなった。
辞任の数年後、スミスは1606年ごろから非合法の分離派教会の牧師となったが、イングランド国内での分離派への弾圧が激しさを増してくると、1608年、スミスとその支持者たちは信仰の自由を求めてオランダのアムステルダムに渡った。彼らはアムステルダムにおいて、メノナイト・ウォーターランド派教会の信徒ヤン・ムンターのサポートを受け、聖書に基づく信仰生活を始めた。そしてスミスは間もなくして、聖書の記述をもとに幼児洗礼が聖書の教えに反するものであるという確信に至り、彼は支持者たちにその考えを伝えると、分離派教会としてのスミスの教会を一度解散することにした。
またスミスたちは、ちょうどこの頃オランダで盛んに行われていた、ヤーコブス・アルミニウスとフランシス・ゴマールとの論争に接したとされ、スミスたちがアルミニウス主義やレモンストラント派の思想に近づくきっかけとなったと考えられている。そしてこのきっかけが、後に発生するジェネラル・バプテストの神学的立ち位置を決めることとなった。

## 信仰者のバプテスマ
スミスは教会の解散後も聖書の研究を進めた。そしてスミスは、教会の初期に存在したバプテスマのあるべき姿について、現在それは失われてしまっており、その歴史的継承性も存在しないという結論に至った。しかしスミスはこの結論に至ってもまだ方策はあると考え直し、主の名のもとに正しいバプテスマを行って数名が新たに集まりさえすれば、新たな教会を作ることができるのではないかとも信じるようになった。
そこでスミスは手始めに、まず自分自身に“信仰者のバプテスマ”を行った。ただし、このスミスが行ったバプテスマは、額に水を垂らして行う「滴礼」とも異なり、また後にバプテスト教会で一般化する「バプテスマ（浸礼）」形式（バプテスト教会においては、パティキュラー・バプテストの母体となったグループの方が先行して、この「浸礼」形式を正しいバプテスマとして始めていた）でもなく、「灌水礼」という、頭に水を振りかける儀式であった（その後、スミスが始めた「灌水礼」は、ジェネラル・バプテスト系の教会でしばらく洗礼の形式として一般に用いられることになったが、1651年の信仰告白をもって、ジェネラル・バプテストにおいても「浸礼」形式に統一されている）。なお、スミスが自らに洗礼を行ったことを指して、「セルフ洗礼」と称することもある。こうしてスミスは続けて支持者たちにも洗礼を行い、1609年、スミスは支持者たちとともに、史上初のバプテスト教会を創設した。

## 思想の特徴
スミスはイングランド国教会から分離してもなお、国教会から受け継いだ信仰の遺産を、厳密に順序立てた。
- 第一に、真の礼拝は熱意のこもった感情（信仰心）から来るものであって、礼拝での祈祷書の奉読など形式的なものは、罪深い人間の創作品に過ぎないと、スミスは主張した。この形式的な典礼の強い拒絶姿勢は、今日に至るまでの多くのバプテスト教会の間で存続している。祈祷、賛美、そして説教は、徹底して自発的なものとして行われた。ある訳本の一節[4]によると、彼は、礼拝の間に聖書の奉読を認めることすらしなかったという。この発想は、礼拝とは霊（精神）によって執り行うべきであるという信仰に由来している[5]。
- 第二に、『牧師』と『執事』という、教会における二つのリーダーシップ制を導入した。これは、牧会長老、奉仕長老会、そして執事会という、宗教改革により生まれた、三つのリーダーシップ制とは対照的であった。
- 第三に、バプテスマに関してスミスが新しく見出した観念は、後に至る“バプテスト”の先魁となった。幼児洗礼を既に受けていた信徒たちについて、彼らに改めてバプテスマを授けるべきと彼が主張したきっかけをもって、スミスの牧する群れより、バプテスマが代々に渉って継続されることとなった。

## バプテスト教会の分裂
スミスはバプテスマの確信を1609年の時点ではもっていたが、やがて彼はバプテスマを行ったことを後悔し、自らのスタンスを全て放棄してしまう。聖書にもとづく正しい教会は、スミスと信徒たちがオランダに逃避した際に世話になった、メノナイト・ウォーターランド派教会なのであって、スミスが自分自身や信徒たちにバプテスマを授けたのは大きな間違いであった、という主張を、彼はし始めるに至った。そして1610年、スミスはバプテスト教会を分裂させてしまい、スミスと一部の信徒たちのグループは希望どおり、メノナイト教会に吸収合併された。この事件をきっかけに、バプテスト教会内でスミスのグループとトマス・ヘルウィス(Thomas Helwys)の率いるグループとの間に分裂が引き起こされ、トマス・ヘルウィスに従ったグループはその後、ジェネラル・バプテストとしてバプテスト教会を発展させていくことになった。

## 関連事項
- en:Baptists
- en:Believer's baptism
- en:Baptist offices
- en:English Dissenters (English Separatist)

以下、日本語の情報。
- バプテスト教会
- イングランド国教会 （アングリカン・チャーチ、聖公会）
- 浸礼 （バプテスマ）
- ジェネラル・バプテスト （一般バプテスト） - おもに、アルミニウス主義（自由意志による救済説）を支持するバプテスト。
- パティキュラー・バプテスト （特別バプテスト） - おもに、カルヴァンの予定説を支持するバプテスト。
- メノナイト （メノー派）

参考
- バプテストの継承性 - バプテストは宗教改革より遙か以前のキリストの時代から、血の連鎖によって継承しているという理論。
- 幼児洗礼 - カトリック教会などで現在でも秘蹟（サクラメント）として乳児や幼児に洗礼を施す儀式。バプテストは伝統的に一切認めていない。

## 文献
- バプテスト史教科書編纂委員会 編『見えてくるバプテストの歴史』関東学院大学出版会、2011年。ISBN 978-4901734417。
- 斎藤剛毅『バプテスト教会の起源と問題 -信仰の自由を求めた人々-』ヨルダン社、1996年。ISBN 4-8428-0206-5。